# Vereinigung Angestellter Architekten

Logo

Die Vereinigung Angestellter Architekten e. V. (VAA) ist ein Berufsverband mit Sitz in Vreden, der die Interessen von angestellten Architekten in der Architektenkammer Nordrhein-Westfalen und in der Öffentlichkeit vertritt. Der eingetragene Verein besteht seit 1985.

## Mitglieder
In dem Verband sind abhängig beschäftigte Architekten, Innenarchitekten, Landschaftsarchitekten sowie der Stadtplaner organisiert, also all jene, die nicht freiberuflich tätig sind. Zudem können Studenten bzw. Hochschulabsolventen und derzeit nicht beschäftigte Kammermitglieder der genannten Fachrichtungen beitreten. Nach eigenen Angaben vertritt der VAA zurzeit ca. 13.500 Architekten aller Fachrichtungen und Stadtplaner, die als Angestellte in den Mitgliederlisten der Architektenkammer Nordrhein-Westfalen eingetragen sind.

## Ziele
Die VAA tritt ein für
- eine nachhaltige Sicherung des Berufsstandes und der Arbeitsplätze,
- einen umfassenden Titelschutz der gesetzlich geschützten Berufsbezeichnung Architekt und Stadtplaner,
- einen Schutz gegen das Eindringen Berufsfremder in das Berufsfeld des Architekten und Stadtplaners,
- eine Honorarordnung, die zur Sicherung und Stärkung der Arbeitsplätze beiträgt,
- für gleichwertige Arbeitsbedingungen und Entlohnung der weiblichen Angestellten,
- die Schaffung von familienfreundlichen Arbeitsbedingungen und – plätzen,
- eine gesetzliche Regelung, dass Angestellte die Mitglieder der Organe der Architektenkammer sind, für die Ausübung ihres Ehrenamtes freigestellt werden müssen
- eine öffentlich bestellte Sachverständigentätigkeit in allen sachverständigen Fachbereichen und die freie Wahl diese berufliche Tätigkeit freischaffend, nebenberuflich oder in einem angestellten Verhältnis auszuüben,
- eine ungehinderte Teilnahme an Aus- und Fortbildungsmaßnahmen für Angestellte,
- für eine starke Angestelltenvertretung in den Beschlussorganen der Architektenkammern die das Mitgliedsverhältnis Angestellte zu Freischaffende widerspiegelt